# Đông Hà
Đông Hà es una localidad de la provincia de Quang Binh, Bac Trung Bo, Vietnam. En el año 2005 contaba con 82.046 habitantes. Su extensión superficial es de 72,96 km² y tiene una densidad de 1125 hab/km². Sus coordenadas geográficas son 16° 52′ N, 106° 45′ O. Se encuentra situada a una altitud de 24 metros y a 65 kilómetros de Huế.
- Datos: Q33343
- Multimedia: Dong Ha / Q33343